# Saint-Just (Dordogne)
Die französische Gemeinde Saint-Just, okzitanisch Sent Just, liegt im Nordwesten des Départements Dordogne in der Region Nouvelle-Aquitaine. Sie hat 145 Einwohner (Stand 1. Januar 2022) und gehört zum Kanton Brantôme en Périgord. Die Bewohner werden Saint-Justiniens und Saint-Justiniennes genannt.

## Etymologie
Saint-Just, okzitanisch Sent Just, leitet sich ab vom Heiligen Justus (Sanctus Justus), einem christlichen Märtyrer des 3. Jahrhunderts.

## Geographie
Der Ortskern der Gemeinde Saint-Just liegt 16 Kilometer nordöstlich von Ribérac und elf Kilometer westsüdwestlich von Brantôme entfernt (Luftlinie). Die Gemeinde wird von folgenden Nachbargemeinden umgeben:
- Léguillac-de-Cercles im Norden,
- Paussac-et-Saint-Vivien im Nordosten, Osten und Südosten,
- Grand-Brassac im Süden,
- Chapdeuil im Westen und
- Cercles im Nordwesten.

Die Gemeinde ist Nachbargemeinde des Regionalen Naturparks Périgord-Limousin.
Neben dem Ortskern besteht die Gemeinde aus folgenden Weilern, Gehöften, Mühlen und Schlössern:
Brie, Chabrelle, Château de Narbonne, Fongravière, La Batardie, La Berthaudie, La Chausselie, La Germanie, Lafaye, Le Château de Saint-Just, Le Claud, Le Moulin de Turlututu, Le Moulin Haut, Le Petit Roc, Le Roc, Les Bressaudies, Les Champs, Lignières und Sacaboulie.
Hauptfluter der Gemeinde Saint-Just ist die aus Westnordwest kommende Euche. Sie nimmt in unmittelbarer Nähe des Ortskerns als linken Seitenarm die Julie (auch als Ruisseau le Buffebale bezeichnet) auf, welche bei La Tour-Blanche im Nordwesten entspringt. Ein weiterer linker Seitenarm ist die in Südrichtung fließende Sandonie, die direkt an der Südostecke mündet und auf ihrem letzten Kilometer die Ostgrenze zu Paussac-et-Saint-Vivien bildet. Als rechte Seitenarme besitzt die Euche zwei nach Nordost gerichtete, kleine Trockentäler (bei La Chausselie und bei Le Petit Roc). Die Julie hat ihrerseits als linke Seitenarme ebenfalls zwei kleine, zeitweilig trockenfallende, nach Süden entwässernde Bäche (westlich von Lignières und westlich von La Berthaudie).
Der topographisch tiefste Punkt im Gemeindegebiet von Saint-Just mit 94 Meter über dem Meeresspiegel befindet sich an der Euche im Südosten. Der höchste Punkt mit 178 Metern liegt westlich von Brie an der Südwestecke. Der maximale Höhenunterschied beträgt 84 Meter.

## Geologie
Das Gemeindegebiet von Saint-Just wird vollständig von flach liegenden Sedimenten des nördlichen Aquitanischen Beckens unterlagert. Strukturell liegt es direkt über der tektonisch bedingten Aufwölbung der La-Tour-Blanche-Antiklinale. Ältestes aufgeschlossenes Schichtglied ist Oberes Kimmeridgium bestehend aus Sanden, Sandsteinen, Kalksandsteinen und detritischen Kalken. Es säumt beidseitig die Julie. Darüber folgen kryptokristalline Kalke des Unteren Portlandiums, die bei Les Champs anstehen. Über die Doggersedimente transgredierte das Cenomanium mit grau-grünen, sandigen Tonsteinen, Sanden und Sandsteinen und kreidigen, an der Basis mergeligen Kalken. Das Cenomanium findet sich im Norden des Ortskerns beiderseits des Ruisseau la Buffebale und südlich der Euche bei Le Moulin-Haut. Das Turonium beginnt mit den mergeligen Kreidekalken des Ligériens (Ortskern von Saint-Just und Südseite der Euche), gefolgt von den Rudistenkalken des Angoumiens (entlang der Ostgrenze und am Höhenrücken südlich der Euche). Das Angoumien ist hier in seiner kalkarenitischen Paussac-Fazies ausgebildet. Über das Turon legt sich das Coniacium (nur am südlichen Höhenrücken aufgeschlossen), bestehend aus einer Trilogie von Kalksanden, harten, resistenten Fossilkalken und Exogyrenkalken. Das Schichtpaket endet mit grauen, hornsteinführenden Kreidekalken des Untersantons entlang der Südwestgrenze.
Die Antiklinale wird von zwei Nordost-streichenden Querbrüchen durchzogen, die nördliche in unmittelbarer Nähe des Ortskerns, die südliche an der Südostecke. Beide Störungen folgen jeweils dem Verlauf der rechtsseitigen Trockentäler der Euche.

## Geschichte
Ältestes Bauwerk in Saint-Just ist die Kirche aus dem 12. Jahrhundert. Das Château de Narbonne und das Manoir im Ortskern stammen aus dem 16. Jahrhundert.
Im Jahr 1827 fusionierten die beiden Gemeinden Saint-Just und Chapdeuil, diese Zusammenlegung wurde aber 1877 wieder rückgängig gemacht.
Im Dezember 2020 sind bei einem Einsatz wegen häuslicher Gewalt drei Polizisten erschossen worden. Sie wollten einer Frau helfen, die auf ein Dach geflüchtet war. Der Tatverdächtige, der zuvor Feuer in seinem Haus gelegt hatte, wurde tot aufgefunden.

## Bevölkerungsentwicklung
| Bevölkerungsentwicklung in Saint-Just | Bevölkerungsentwicklung in Saint-Just | Bevölkerungsentwicklung in Saint-Just |
| ------------------------------------- | ------------------------------------- | ------------------------------------- |
| Jahr                                  | Einwohner                             |                                       |
| 1962                                  | 197                                   |                                       |
| 1968                                  | 207                                   |                                       |
| 1975                                  | 194                                   |                                       |
| 1982                                  | 175                                   |                                       |
| 1990                                  | 138                                   |                                       |
| 1999                                  | 139                                   |                                       |
| 2008                                  | 131                                   |                                       |
| 2016                                  | 131                                   |                                       |

Quelle: INSEE
Die Bevölkerungszahlen in der Gemeinde Saint-Just sind generell rückläufig. Der Rückgang war wesentlich deutlicher als im restlichen Kanton Montagrier.

## Sehenswürdigkeiten
- Kirche von Saint-Just

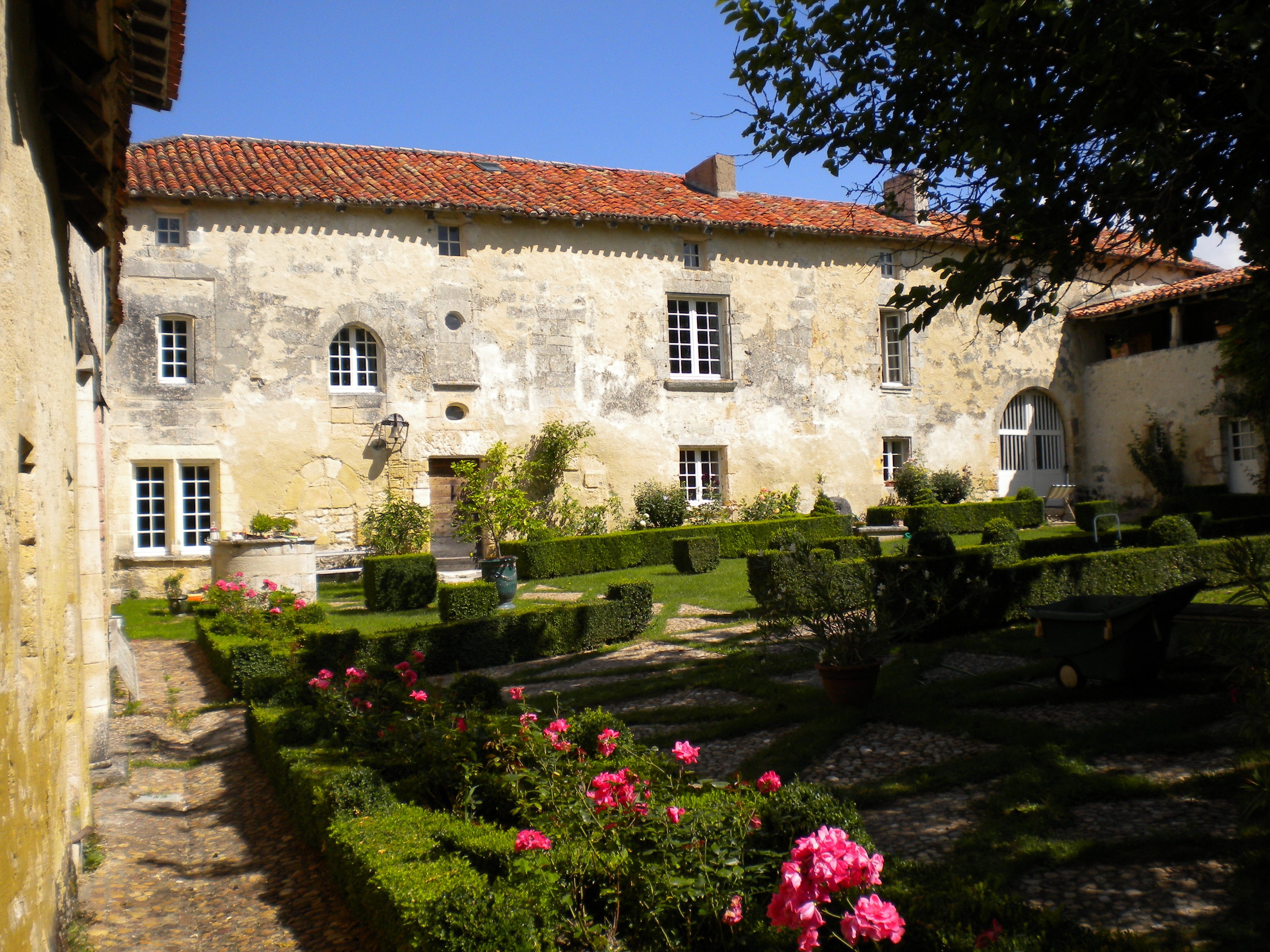
Herrensitz von Saint-Just

- Château de Narbonne aus dem 16. Jahrhundert, der Donjon ist seit 1948 als Monument historique eingeschrieben
- Herrensitz (Manoir) von Saint-Just aus dem 16. Jahrhundert

## Infrastruktur

### Verkehrsanbindung
Der Ortskern von Saint-Just liegt an der D 2 von Périgueux nach La Tour-Blanche. Von hier zweigt nach Südwest die D 102 nach Grand-Brassac und Montagrier ab. Die D 106, eine rechte Gabelung der D 102, führt an der Euche entlang nach Chapdeuil und weiter in Richtung Verteillac bzw. Bertric-Burée.